# Miquel Llompart Hernández
Miquel Àngel Llompart Hernández (Alcudia, Islas Baleares, 1 de junio de 1969) es un baloncestista español del EBA y exalcalde de Alcudia.
Estudió la carrera de turismo (TEAT- Técnico en Empresas y Actividades Turísticas) sin llegar a finalizarla en el colegio universitario de Turismo Felipe Moreno en la capital balear. Empezó a trabajar como portuario y en 1999 entra como regidor en el ayuntamiento de su pueblo natal por el partido Unión Mallorquina (UM), de tendencia nacionalista. Fue alcalde desde el 16 de enero de 2010 hasta el 11 de junio de 2011.
Se casó el 5 de julio de 2002 en Alcudia y es padre de tres hijos.

## Trascendencia política
«Coriós» (como le conocen) se hace con los departamentos de Patrimonio, Alcudia Radio, y posteriormente al volver a presentarse a las elecciones pasa a ser regidor de Patrimonio, normalización lingüística y turismo. En 2007 gana nuevamente las elecciones y es elegido regidor de Urbanismo y presidente de EMSA, además de ser el cuarto teniente de alcalde. Fue nombrado alcalde de Alcudia el 16 de enero de 2010 tras la renuncia al cargo del nuevo consejero de turismo del Gobierno de Baleares y hasta la fecha alcalde de Alcudia, Miquel Ferrer, dos días antes.
De 2010 a 2011 estuvo dentro del Consejo Político del partido UM de Mallorca.
En el invierno del año 2012, pasó a ser de la Comisión Ejecutiva en la Estructura del Partido de Convergencia por las Islas Baleares por poco tiempo, posteriormente el partido se unió a un nuevo partido, el PI "Propuesta para las Islas Baleares" (Proposta per les Illes) con exmiembros del PP regional y del anterior Convergencia por las Islas.
Desde el 21 de febrero de 2014 Llompart es el presidente del Comité Local de Alcudia.  En las elecciones municipales de 2015 quedó en la lista como número 9, retirándose por un tiempo de la política.

## Trayectoria deportiva
Ha jugado en el Alcudia CB. Ha participado en muchos encuentros tanto en las Baleares como en el resto de España. Podría haber entrado en el LEB catalán pero por cuestiones personales acabó por quedarse en Mallorca, donde entraría a formar parte del Drac Inca. Participó durante un año en el equipo Bàsquet Muro también destacando con su juego. También estuvo en el equipo de Baloncesto de El Arenal jugando como alero.
En la temporada 2008-2009 jugó con el Club de Básquet de Son Cotoner (Palma de Mallorca).
En la temporada 2009-2010 volvió a su ciudad natal, al club Ciudad de Alcudia, bajo el nombre de T. Marítimos, en Primera división Masculina, además de jugar con el equipo de la capital balear, la inmobiliaria Palmer Alma Mediterránea, donde volvió a jugar en diferentes temporadas.
Desde septiembre de 2012 y a partir de la temporada 2012-2013 juega en competición de empresas de Mallorca en categoría AIDEB Oro, en el equipo del restaurante Piero Rossi de Alcudia junto a otros veteranos y con el básquet Son Servera desde la temporada 2013 y donde sigue en la actualidad como Alero.
Ha sido durante unos años entrenador de baloncesto de la categoría cadetes femeninas del equipo Dakota Alcudia de su ciudad natal, logrando en mayo de 2017 que fueran las campeonas de Mallorca de la categoría preferente.  
La última quincena del mes de julio del 2017 asistió al curso nacional de Entrenador Superior de Baloncesto por la FEB ( Federación Española de Baloncesto) en Zaragoza, exactamente el XLI CES.  Uno de sus ídolos es Xavi Pasqual.
Llompart juega clasificado en la Liga Regular Balear en 1.ª División Masculina.